# Leucopaxillus lepistoides
Leucopaxillus lepistoides är en svampart som först beskrevs av René Charles Maire, och fick sitt nu gällande namn av Rolf Singer 1939. Leucopaxillus lepistoides ingår i släktet Leucopaxillus och familjen Tricholomataceae.   Inga underarter finns listade i Catalogue of Life.